# Diaparsis punctipleuris
Diaparsis punctipleuris là một loài tò vò trong họ Ichneumonidae.